# Lars Hedwall

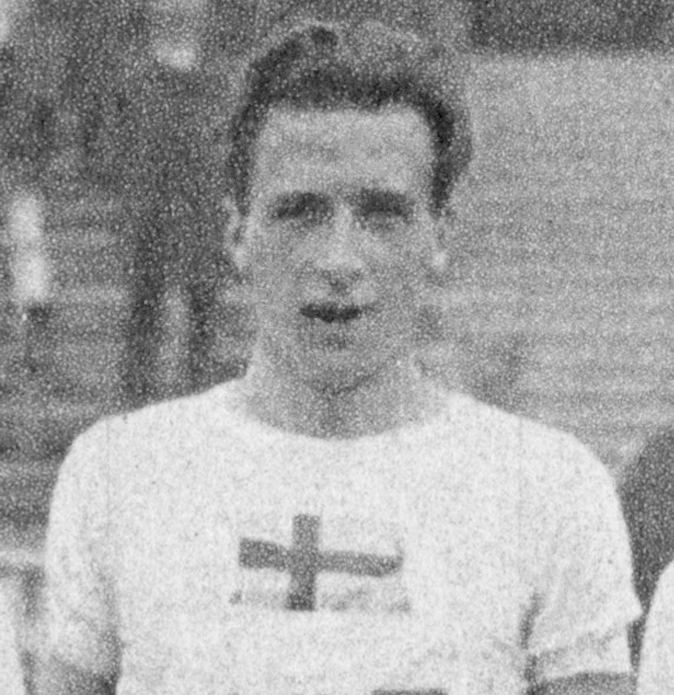
Lars Hedwall

Lars Hedwall (Lars Eugen Hedwall; * 10. Februar 1897 in Skog, Söderhamn; † 29. Juli 1969 in Stockholm) war ein schwedischer Hindernis- und Langstreckenläufer.
Bei den Olympischen Spielen 1920 in Antwerpen kam er über 3000 m Hindernis auf den siebten und im Crosslauf auf den 24. Platz.